# Miss Sloane
Miss Sloane (en español El Caso Sloane) es un thriller político de 2016 dirigido por John Madden, escrito por Jonathan Perera y protagonizado por Jessica Chastain, Mark Strong, Gugu Mbatha-Crudo, Michael Stuhlbarg, Alison Píll, Jake Lacy, John Lithgow y Sam Waterston.
La película se estrenó el 11 de noviembre de 2016 en el AFI Fest. Recibió generalmente revisiones positivas, especialmente el trabajo de Chastain. A pesar de ello, fue un fracaso de taquilla, ganando sólo 9,1 millones de dólares contra los 13 millones que costó su presupuesto.

## Argumento
Elizabeth Sloane es una implacable lobbysta que es convocada por el senador Ronald Sperling para contestar cuestiones sobre un posible caso de vulneración de reglas éticas del senado de Washington D. C.
La acción se traslada a tres meses y una semana antes, cuando Sloane es tentada por un abogado sin escrúpulos, Bill Sanford, para dirigir la oposición a la ley Heaton-Harris que aumentaría los controles para la compra de armas. La quieren a ella para apelar al voto femenino. Sloane ridiculiza a Sanford y más tarde acepta la oferta de Rodolfo Schmidt, favorable a la ley de control de armas, para dirigir la campaña desde su empresa, Peterson Wyatt.
En Peterson Wyatt, Sloane selecciona a Esme Manucharian para lidiar con los medios de comunicación y empiezan a hacer un progreso significativo en ganarse los votos de los senadores por todos los medios posibles. Sloane le dice a Esme que sabe que ella sobrevivió a un tiroteo escolar. Esme no quiere revelar esta información, pero Sloane lo hace durante un debate televisivo. Más tarde, Esme es amenazada a punta de pistola en la calle, pero su atacante muere por el disparo de otro civil que legalmente tenía una pistola. Los fanes de las armas capitalizan este acontecimiento, que causa que la ley Heaton-Harris pierda el soporte en el Senado, que comienza una investigación sobre los métodos de Sloane.
En su declaración final, Sloane admite que, adivinando que el lobby de las armas la atacaría personalmente si hacía demasiados progresos con la ley Heaton-Harris, tenía un as en la manga: una infiltrada (Molloy, su ayudante anterior) que pudo grabar como el senador Sperling aceptaba un soborno del lobby de las armas.
Diez meses más tarde es visitada por su abogado en prisión: la ley Heaton-Harris ha sido aprobada, gracias al sacrificio de Sloane. La cinta acaba con Sloane saliendo de la cárcel.

## Reparto
- Jessica Chastain es Madeline ‘Elizabeth’ Sloane.
- Gugu Mbatha-Raw es Esme Manucharian.
- Mark Strong es Rodolfo Schmidt.
- Alison Pill es Jane Molloy.
- Michael Stuhlbarg es Pat Connors.
- Sam Waterston es George Dupont.
- John Lithgow es U.S. Senador Ron M. Sperling
- David Wilson Barnes es Daniel Posner.
- Jake Lacy es Forde.
- Raoul Bhaneja es R.M. Dutton
- Chuck Shamata es Bill Sanford.
- Douglas Smith es Alex.
- Meghann Fahy es Clara Thomson.
- Grace Lynn Kung es Lauren.
- Al Mukadam es Ross.
- Noah Robbins es Franklin Walsh.
- Lucy Owen es Cynthia Green.
- Sergio Di Zio es Little Sam.
- Joe Pingue es Big Sam.
- Michael Cram es Frank McGill.
- Dylan Baker es presentador.
- Zach Smadu es Ramirez.
- Austin Strugnell es Travis.
- Alexandra Castillo es Pru West.
- Jack Murray es Buzzcut.
- Christine Baranski es Evelyn Sumner.
- Aaron Hale es Junior Spencer.
- Greta Onieogou es Greta.

## Producción
En septiembre de 2015, fue anunciado que Jessica Chastain protagonizaría la película, con John Madden dirigiendo. En enero de 2016 se confirmó que Alison Píll, Jake Lacy, y Gugu Mbatha-Raw se habían unido al reparto. En febrero de 2016, Douglas Smith, Mark Strong, Michael Stuhlbarg, Sam Waterston, John Lithgow, y Enis Esmer también se unieron. Max Richter compuso la música de la película.

### Rodaje
La fotografía principal empezó en febrero de 2016, en Toronto. y concluyó en abril de ese mismo año.

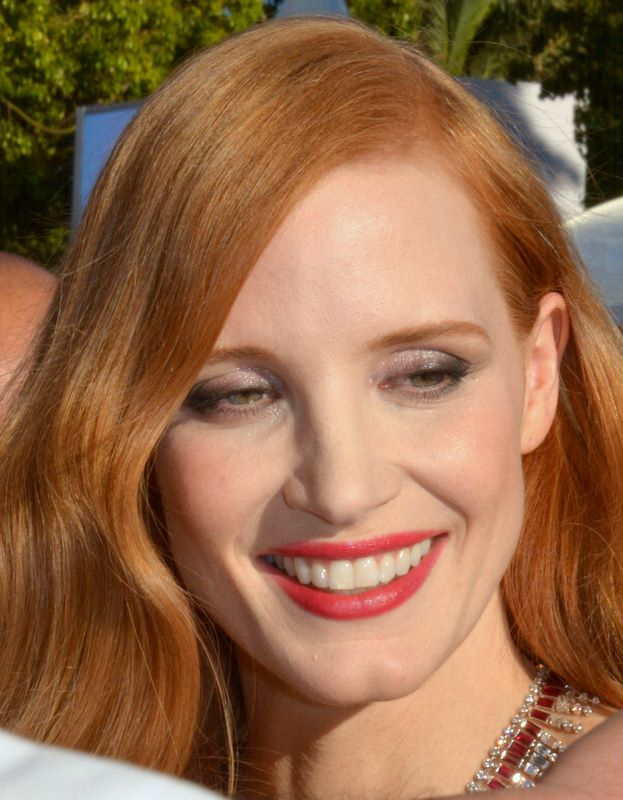
Jessica Chastain, principal protagonista del filme.

Fue recibido generalmente con revisiones positivas. En Rotten Tomatoes, la película tiene un índice de aprobación de 76%. En Metacritic, la película tiene una puntuación de 64 sobre 100 indicando "generalmente revisiones favorables". Las audiencias encuestadas por CinemaScore dieron a la película un "A-".

### Distinciones
| List of awards and nominations                 | List of awards and nominations     | List of awards and nominations               | List of awards and nominations | List of awards and nominations | List of awards and nominations |
| Award                                          | Fecha                              | Categoría                                    | Sujeto                         | Result                         | Ref(s)                         |
| ---------------------------------------------- | ---------------------------------- | -------------------------------------------- | ------------------------------ | ------------------------------ | ------------------------------ |
| Alianza de Mujeres Periodistas de Cine         | 21 de diciembre de 2016            | Bravest Performance                          | Jessica Chastain               |                                | [ 16 ] [ 17 ]                  |
| Premios Globo de Oro                           | Anexo:Premios Globo de Oro de 2016 | Anexo:Globo de Oro a la mejor actriz - Drama | Jessica Chastain               |                                | [ 18 ]                         |
| Washington D. C. Area Film Critics Association | 5 de diciembre de 2016             | Mejor retrato de Washington D. C.            | Miss Sloane                    |                                | [ 19 ]                         |